# Дар'а (мінтака)
Дар'а, Дер'а (араб. منطقة درعا‎‎ mantiqah Dar'a) — мінтака у Сирії, що входить до складу мухафази Дар'а. Адміністративний центр — місто Дар'а. Станом на 2017 рік розпочалися активні бойові дії повстанців та військ режиму Асада, більшість території мінтаки під контролем повстанців.

## Адміністративний поділ

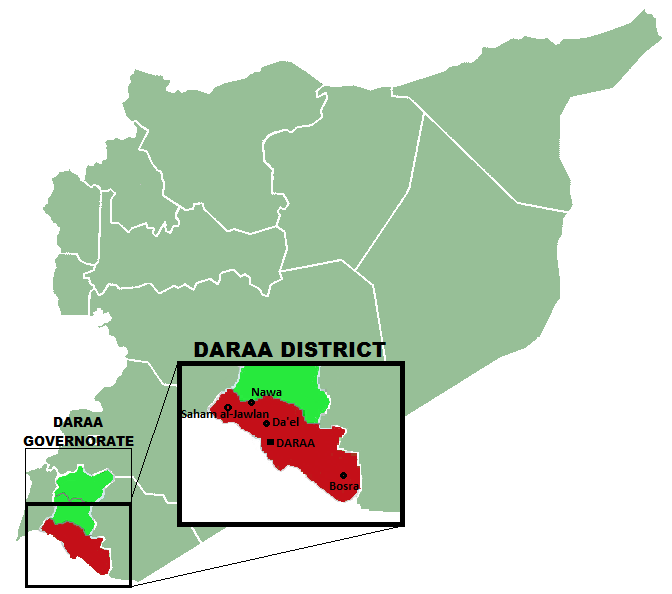
Мінтака Дар'а на мапі мухафази Дар'а

У свою чергу, мінтака Дар'а складається з кількох адміністративних одиниць третього рівня — 3 нохій (громад або общин):
| Код      | Назва                                          | Площа      | Населення |
| -------- | ---------------------------------------------- | ---------- | --------- |
| SY120000 | нохія Дар'а (nahiyah Al-Sanamayn)              | 341,43 км² | 113 316   |
| SY120001 | нохія Бусра (nahiyah Bosra)                    | 336,16 км² | 33 839    |
| SY120002 | нохія Хірбет-Газале (nahiyah Khirbet Ghazaleh) | 141,88 км² | 44 266    |
| SY120003 | нохія Еш-Шаджара (nahiyah Al-Shajara)          | 179,22 км² | 34 206    |
| SY120041 | нохія Даель (nahiyah Da'el)                    | 106,90 км² | 43 691    |
| SY120005 | нохія Музайріб (nahiyah Muzayrib)              | 164,61 км² | 72 625    |
| SY120006 | нохія Ель-Джіза (nahiyah Al-Jiza)              | 109,71 км² | 21 100    |
| SY120007 | нохія Ель-Мусайфіра (nahiyah Al-Musayfirah)    | 168,43 км² | 32 473    |